# 中村寛 (格闘家)
中村 寛（なかむら かん、1996年10月31日 - ）は、日本のキックボクサー。大阪府八尾市出身。BK GYM所属。第8代RISEライト級王者。第6代DEEP☆KICK-60kg級王者。

## 経歴
アマチュアで空手団体優勝、日本拳法東日本優勝。2017年にホーストカップでキックボクサーとしてプロデビュー。
2019年6月2日にRIZINが開催したRIZIN.16で一刀と対戦し、ハイキックで2回KO勝利。
2019年7月21日にRISEでプロ通算18勝1敗のRyukiと対戦し、3R判定負け。以降、RISEで2021年7月に大雅に判定勝利、同年11月にYA-MANに判定負け。
2022年6月19日に開催されたTHE MATCH 2022に出場し、K-1スーパーフェザー級王者のレオナ・ペタスに判定勝利。
2023年4月21日にRISEで直樹とのライト級タイトルマッチで5R判定勝利し、同級王者となった。同年8月のアリシェル・カルメノフ戦では、左肩の脱臼およびローブローをもらったことからノーコンテストとなった。同年12月にはRISEとGLORYの対抗戦にRISE代表選手として出場し、アフマド・アコーダットに2回に左フックでKO勝利。
2024年3月17日、RISE ELDORADO 2024のRISE vs K-1対抗戦で現K-1ライト級王者の与座優貴と対戦。しかし3Rに与座が放ったバックスピンキックが中村の金的付近に命中し中村が倒れるアクシデントが発生。それを和田良覚レフェリーが「金的ではなく内腿に命中したと判断してKOとしました」と場内に説明したことから中村のKO負けとなった。試合後、中村は「リプレイを見れば分かりますが金的でした。それに最後の金的の前から何発も金的攻撃を受けていて下腹部にダメージが溜まっていた」と話した。その後、中村陣営が異議を申し立てたことで映像検証が行われた結果、与座のバックスピンキックは中村の金的に命中した可能性が高いと判断された。また与座の攻撃は故意の反則ではないとして公式ルール第11条の失格には該当せず、公式ルール第14条第3項を適用し、3R2分15秒までの判定0-2（29-30 ×2、29-29）で負傷判定負けに裁定が変更された。
2025年3月29日にRISEが開催した「RISE ELDORADO 2025」で行われた-61.5kg級世界トーナメント1回戦でチャンヒョン・リーと約2年5ヶ月ぶりに再戦し、3R判定勝利。

## 選手としての特徴
「俺より生物的に強い人間はいない」「対戦相手とは生物的に違う」「喧嘩では～」と度々豪語し、対戦相手より生物として勝っているとアピールする発言が多く、体の強さに自信を持っている。

## 戦績
| キックボクシング 戦績 | キックボクシング 戦績 | キックボクシング 戦績 | キックボクシング 戦績 | キックボクシング 戦績 | キックボクシング 戦績 | キックボクシング 戦績 |
| --------------------- | --------------------- | --------------------- | --------------------- | --------------------- | --------------------- | --------------------- |
| 25 試合               | (T)KO                 | 判定                  | その他                | 引き分け              | 無効試合              |                       |
| 19 勝                 | 14                    | 5                     | 0                     | 0                     | 1                     |                       |
| 5 敗                  | 1                     | 4                     | 0                     | 0                     | 1                     |                       |

| 勝敗 | 対戦相手                     | 試合結果                              | 大会名                                                                                             | 開催年月日     |
| ○    | 笠原友希                     | 3R+延長1R 1:48 KO（ハイキック）       | OURO presents RISE WORLD SERIES 2025 YOKOHAMA 【RISE WORLD SERIES 2025 -61.5kgトーナメント準決勝】 | 2025年6月21日  |
| ○    | チャンヒョン・リー           | 3R終了 判定3-0                        | RISE ELDORADO 2025 【RISE WORLD SERIES 2025 -61.5kgトーナメント1回戦】                             | 2025年3月29日  |
| ○    | エン・ペンジェー             | 3R+延長1R終了 判定3-0                 | RUF presents RISE WORLD SERIES 2024 YOKOHAMA                                                       | 2024年9月8日   |
| ○    | タリソン・ゴメス・フェレイラ | 3R 2:58 KO（左ハイキック）            | RISE WORLD SERIES 2024 OSAKA                                                                       | 2024年6月15日  |
| ×    | 与座優貴                     | 3R 2:15 負傷判定0-2                   | RISE ELDORADO 2024                                                                                 | 2024年3月17日  |
| ○    | アフマド・アコーダッド       | 2R 1:31 KO（左フック）                | RUF presents RISE WORLD SERIES 2023 Final Round                                                    | 2023年12月16日 |
| ―    | アリシェル・カルメノフ       | 1R ノーコンテスト（ドクターストップ） | ABEMA presents RISE WORLD SERIES 2023 2nd Round                                                    | 2023年8月26日  |
| ○    | 直樹                         | 5R終了 判定2-0                        | RISE167 【RISEライト級タイトルマッチ】                                                             | 2023年4月21日  |
| ○    | 伊藤澄哉                     | 2R 2:22 KO（左ストレート）            | RISE163                                                                                            | 2022年12月10日 |
| ×    | チャンヒョン・リー           | 2R 1:39 TKO（レフェリーストップ）     | Cygames presents RISE WORLD SERIES 2022                                                            | 2022年10月15日 |
| ○    | レオナ・ペタス               | 3R終了 判定2-0                        | THE MATCH 2022                                                                                     | 2022年6月19日  |
| ○    | 北井智大                     | 1R 2:13 KO（左ストレート）            | Cygames presents RISE ELDORADO 2022                                                                | 2022年4月2日   |
| ×    | YA-MAN                       | 3R終了 判定0-3                        | Cygames presents RISE WORLD SERIES 2021 OSAKA2                                                     | 2021年11月14日 |
| ○    | 大雅                         | 3R終了 判定3-0                        | Cygames presents RISE WORLD SERIES 2021 OSAKA                                                      | 2021年7月18日  |
| ○    | 魚井フルスイング             | 1R 2:45 TKO（右フック）               | Cygames presents RISE DEAD OR ALIVE 2020 OSAKA                                                     | 2020年11月1日  |
| ×    | 宮城寛克                     | 3R終了 判定0-3                        | RISE on ABEMA                                                                                      | 2020年7月12日  |
| ×    | Ryuki                        | 3R終了 判定0-3                        | Cygames presents RISE WORLD SERIES 2019 2nd Round in Osaka                                         | 2019年7月21日  |
| ○    | 一刀                         | 2R 0:18 KO（左ハイキック）            | RIZIN.16                                                                                           | 2019年6月2日   |
| ○    | 谷岡祐樹                     | 2R 1:31 TKO（レフェリーストップ）     | DEEP☆KICK 39 【DEEP☆KICK-60kg級タイトルマッチ】                                                    | 2019年4月7日   |
| ○    | YO$HI                        | 1R 2:09 KO（左ストレート）            | RKS GOLD RUSH 3                                                                                    | 2018年12月16日 |
| ○    | 佐藤亮                       | 2R 1:01 TKO（コーナーストップ）       | DEEP☆KICK 37                                                                                       | 2018年9月23日  |
| ○    | 大樹                         | 1R 0:46 KO（膝蹴り）                  | NJKF WEST Young Fight 4th                                                                          | 2018年8月24日  |
| ○    | 金剛駿                       | 1R 2:37 TKO                           | DEEP☆KICK 35                                                                                       | 2018年4月1日   |
| ○    | RYUYA                        | 3R 1:52 TKO                           | HOOST CUP KINGS OSAKA2～チャンピオンカーニバル～                                                   | 2017年11月26日 |
| ○    | 木村颯太                     | 2R 2:35 KO（左ストレート）            | HOOST CUP KINGS KYOTO 3                                                                            | 2017年7月9日   |

## 獲得タイトル
- 第6代DEEP☆KICK-60kg級王座
- 第8代RISEライト級王座